# Megasema virgata
Megasema virgata là một loài bướm đêm trong họ Noctuidae.